# Gudo Visconti
Gudo Visconti is een gemeente in de Italiaanse metropolitane stad Milaan (regio Lombardije) en telt 1404 inwoners (31-12-2004). De oppervlakte bedraagt 6,0 km², de bevolkingsdichtheid is 262 inwoners per km².

## Demografie
Gudo Visconti telt ongeveer 498 huishoudens. Het aantal inwoners steeg in de periode 1991-2001 met 37,1% volgens cijfers uit de tienjaarlijkse volkstellingen van ISTAT.
| Jaar | Inwoneraantal |
| ---- | ------------- |
| 1991 | 955           |
| 2001 | 1309          |

## Geografie
Gudo Visconti grenst aan de volgende gemeenten: Gaggiano, Vermezzo, Zelo Surrigone, Morimondo, Rosate.